# 672
672 (DCLXXII) var ett skottår som började en torsdag i den julianska kalendern.

## Händelser

### April
- 11 april – Sedan Vitalianus har avlidit den 27 januari väljs Adeodatus II till påve.[1]

## Födda
- Beda venerabilis, anglosaxisk munk, psalmförfattare och författare. Kallas ofta den engelska historievetenskapens fader.

## Avlidna
- 27 januari – Vitalianus, påve sedan 657.